# 盧卡斯冰川
盧卡斯冰川（英語：Lucas Glacier），是南極洲的冰川，位於南喬治亞島，最終注入島嶼灣，由美國的鳥類學家繪入地圖，該冰川現時由英國海外領土管轄。